# Tournoi de tennis de Helsinki
Le tournoi de Helsinki est un tournoi international de tennis professionnel masculin du circuit Challenger. Il a lieu tous les ans de 1983 à 1991 et de 2001 à 2014 en tant que IPP Open. Il réapparait en 2019 sous le nom de Tali Open. Traditionnellement disputé à la mi-novembre, il est organisé au Tali Tennis Center sur surface dure en salle depuis 2002.
Une édition du circuit ATP a été organisée en 1977 sur moquette en intérieur.
En 2003, un second tournoi Challenger est organisé en juillet sur terre battue pour une seule édition.

## Palmarès messieurs

### Simple
| No | Date       | Nom et lieu du tournoi                 | Catégorie                              | Dotation                               | Surface                                | Vainqueur                              | Finaliste                              | Score                                  |                                        |
| -- | ---------- | -------------------------------------- | -------------------------------------- | -------------------------------------- | -------------------------------------- | -------------------------------------- | -------------------------------------- | -------------------------------------- | -------------------------------------- |
| 1  | 14-03-1977 | Scandinavian Indoor, Helsinki          |                                        | 50 000 $                               | Moquette (int.)                        | Mark Cox                               | Kjell Johansson                        | 6-3, 6-3                               |                                        |
|    | 1978-1982  | Pas de tournoi                         | Pas de tournoi                         | Pas de tournoi                         | Pas de tournoi                         | Pas de tournoi                         | Pas de tournoi                         | Pas de tournoi                         | Pas de tournoi                         |
| 2  | 24-10-1983 | , Helsinki                             | Challenger                             | 25 000 $                               | Dur (int.)                             | Erick Iskersky                         | Amos Mansdorf                          | 6-4, 4-6, 7-5                          |                                        |
| 3  | 05-11-1984 | , Helsinki                             | Challenger                             | 25 000 $                               | Dur (int.)                             | Jakob Hlasek                           | Johan Carlsson                         | 6-4, 6-3                               |                                        |
| 4  | 11-11-1985 | , Helsinki                             | Challenger                             | 25 000 $                               | Dur (int.)                             | Andrei Chesnokov                       | Eric Jelen                             | 4-6, 6-0, 6-3                          |                                        |
| 5  | 10-11-1986 | , Helsinki                             | Challenger                             | 25 000 $                               | Moquette (int.)                        | Patrik Kühnen                          | Jaroslav Navrátil                      | 6-4, 7-6                               |                                        |
| 6  | 09-11-1987 | , Helsinki                             | Challenger                             | 25 000 $                               | Moquette (int.)                        | Grant Connell                          | Alexander Zverev Sr.                   | 7-6, 6-2                               |                                        |
| 7  | 07-11-1988 | , Helsinki                             | Challenger                             | 25 000 $                               | Moquette (int.)                        | Veli Paloheimo                         | Nicklas Kulti                          | 3-6, 6-3, 6-4                          |                                        |
| 8  | 13-11-1989 | , Helsinki                             | Challenger                             | 50 000 $                               | Moquette (int.)                        | David Engel                            | Veli Paloheimo                         | 4-6, 7-6, 6-1                          |                                        |
|    | 1990       | Pas de tournoi                         | Pas de tournoi                         | Pas de tournoi                         | Pas de tournoi                         | Pas de tournoi                         | Pas de tournoi                         | Pas de tournoi                         | Pas de tournoi                         |
| 9  | 04-11-1991 | , Helsinki                             | Challenger                             | 100 000 $                              | Moquette (int.)                        | Michiel Schapers                       | Alex Antonitsch                        | 7-6, 4-6, 7-5                          |                                        |
|    | 1992-2000  | Pas de tournoi                         | Pas de tournoi                         | Pas de tournoi                         | Pas de tournoi                         | Pas de tournoi                         | Pas de tournoi                         | Pas de tournoi                         | Pas de tournoi                         |
| 10 | 15-10-2001 | IPP Open, Helsinki                     | Challenger                             | 50 000 $                               | Moquette (int.)                        | George Bastl                           | Ota Fukárek                            | 6-4, 4-6, 6-4                          |                                        |
| 11 | 11-11-2002 | IPP Open, Helsinki                     | Challenger                             | 50 000 $                               | Dur (int.)                             | Jarkko Nieminen                        | Lovro Zovko                            | 7-5, 4-6, 7-5                          |                                        |
| 12 | 14-07-2003 | Finnish Open, Helsinki                 | Challenger                             | 125 000 $                              | Terre (int.)                           | Thierry Ascione                        | Igor Andreev                           | 2-6, 6-1, 6-3                          |                                        |
| 13 | 10-11-2003 | IPP Open, Helsinki                     | Challenger                             | 50 000 $                               | Dur (int.)                             | Davide Sanguinetti                     | Robin Söderling                        | 6-4, 7-64                              |                                        |
| 14 | 15-11-2004 | IPP Open, Helsinki                     | Challenger                             | 50 000 $                               | Dur (int.)                             | Peter Wessels                          | Lukáš Dlouhý                           | 4-6, 6-4, 6-3                          |                                        |
| 15 | 14-11-2005 | IPP Open, Helsinki                     | Challenger                             | 42 500 €                               | Dur (int.)                             | Björn Rehnquist                        | Tomáš Cakl                             | 7-62, 7-64                             |                                        |
| 16 | 13-11-2006 | IPP Open, Helsinki                     | Challenger                             | 42 500 €                               | Dur (int.)                             | Michael Berrer                         | Tomáš Zíb                              | 6-2, 3-6, 6-3                          |                                        |
| 17 | 12-11-2007 | IPP Open, Helsinki                     | Challenger                             | 42 500 €                               | Dur (int.)                             | Steve Darcis                           | Tobias Kamke                           | 6-3, 1-6, 6-4                          |                                        |
| 18 | 17-11-2008 | IPP Open, Helsinki                     | Challenger                             | 106 500 €                              | Dur (int.)                             | Dmitri Toursounov                      | Karol Beck                             | 6-4, 6-3                               |                                        |
| 19 | 23-11-2009 | IPP Open, Helsinki                     | Challenger                             | 106 500 €                              | Dur (int.)                             | Michał Przysiężny                      | Stéphane Bohli                         | 4-6, 6-4, 6-1                          |                                        |
| 20 | 22-11-2010 | IPP Open, Helsinki                     | Challenger                             | 106 500 €                              | Dur (int.)                             | Ričardas Berankis                      | Michał Przysiężny                      | 6-1, 2-0 ab.                           |                                        |
| 21 | 21-11-2011 | IPP Open, Helsinki                     | Challenger                             | 106 500 €                              | Dur (int.)                             | Daniel Brands                          | Matthias Bachinger                     | 7-62, 7-65                             |                                        |
| 22 | 12-11-2012 | IPP Open, Helsinki                     | Challenger                             | 106 500 €                              | Dur (int.)                             | Lukáš Lacko                            | Jarkko Nieminen                        | 6-3, 6-4                               |                                        |
| 23 | 11-11-2013 | IPP Open, Helsinki                     | Challenger                             | 42 500 €                               | Dur (int.)                             | Jarkko Nieminen                        | Ričardas Berankis                      | 6-3, 6-1                               |                                        |
| 24 | 10-11-2014 | IPP Open, Helsinki                     | Challenger                             | 42 500 €                               | Dur (int.)                             | Jürgen Zopp                            | Dudi Sela                              | 6-4, 5-7, 7-66                         |                                        |
|    | 2015-2018  | Pas de tournoi                         | Pas de tournoi                         | Pas de tournoi                         | Pas de tournoi                         | Pas de tournoi                         | Pas de tournoi                         | Pas de tournoi                         | Pas de tournoi                         |
| 25 | 11-11-2019 | Tali Open, Helsinki                    | Challenger                             | 46 600 €                               | Dur (int.)                             | Emil Ruusuvuori                        | Mohamed Safwat                         | 6-3, 64-7, 6-2                         |                                        |
|    | 2020       | Édition annulée (pandémie de Covid-19) | Édition annulée (pandémie de Covid-19) | Édition annulée (pandémie de Covid-19) | Édition annulée (pandémie de Covid-19) | Édition annulée (pandémie de Covid-19) | Édition annulée (pandémie de Covid-19) | Édition annulée (pandémie de Covid-19) | Édition annulée (pandémie de Covid-19) |
| 26 | 15-11-2021 | HPP Open, Helsinki                     | Challenger                             | 44 820 €                               | Dur (int.)                             | Alex Molčan                            | João Sousa                             | 6-3, 6-2                               |                                        |

### Double
| No | Date       | Nom et lieu du tournoi        | Catégorie       | Dotation        | Surface         | Vainqueurs                          | Finalistes                          | Score              |                 |
| -- | ---------- | ----------------------------- | --------------- | --------------- | --------------- | ----------------------------------- | ----------------------------------- | ------------------ | --------------- |
| 1  | 14-03-1977 | Scandinavian Indoor, Helsinki |                 | 50 000 $        | Moquette (int.) | Jiří Hřebec Hans Kary               | John Lloyd David Lloyd              | 5-7, 7-6, 6-4      |                 |
|    | 1978-1982  | Pas de tournoi                | Pas de tournoi  | Pas de tournoi  | Pas de tournoi  | Pas de tournoi                      | Pas de tournoi                      | Pas de tournoi     | Pas de tournoi  |
| 2  | 24-10-1983 | , Helsinki                    | Challenger      | 25 000 $        | Dur (int.)      | Kimmo Alkio Olli Rahnasto           | Erick Iskersky Richard Lewis        | 6-4, 5-7, 6-3      |                 |
| 3  | 05-11-1984 | , Helsinki                    | Challenger      | 25 000 $        | Dur (int.)      | Jakob Hlasek Alexandre Hocevar      | Ronnie Båthman Magnus Tideman       | 7-6, 6-4           |                 |
| 4  | 11-11-1985 | , Helsinki                    | Challenger      | 25 000 $        | Dur (int.)      | Ronnie Båthman Stefan Eriksson      | Morten Christensen Patrik Kühnen    | 6-4, 3-6, 6-4      |                 |
| 5  | 10-11-1986 | , Helsinki                    | Challenger      | 25 000 $        | Moquette (int.) | Peter Carlsson Jörgen Windahl       | Kelly Jones David Livingston        | 6-2, 4-6, 7-6      |                 |
| 6  | 09-11-1987 | , Helsinki                    | Challenger      | 25 000 $        | Moquette (int.) | Peter Paladjian Bud Schultz         | Nicklas Utgren Pasi Virtanen        | 7-6, 6-4           |                 |
| 7  | 07-11-1988 | , Helsinki                    | Challenger      | 25 000 $        | Moquette (int.) | Luke Jensen Peter Paladjian         | Jorg Muller James Turner            | 7-6, 3-6, 6-3      |                 |
| 8  | 13-11-1989 | , Helsinki                    | Challenger      | 50 000 $        | Moquette (int.) | Rikard Bergh Per Henricsson         | David Rikl Tomáš Anzari             | 7-6, 6-3           |                 |
|    | 1990       | Pas de tournoi                | Pas de tournoi  | Pas de tournoi  | Pas de tournoi  | Pas de tournoi                      | Pas de tournoi                      | Pas de tournoi     | Pas de tournoi  |
| 9  | 04-11-1991 | , Helsinki                    | Challenger      | 100 000 $       | Moquette (int.) | Tarik Benhabiles Henri Leconte      | Alex Antonitsch Glenn Layendecker   | 7-5, 7-6           |                 |
|    | 1992-2000  | Pas de tournoi                | Pas de tournoi  | Pas de tournoi  | Pas de tournoi  | Pas de tournoi                      | Pas de tournoi                      | Pas de tournoi     | Pas de tournoi  |
| 10 | 15-10-2001 | IPP Open, Helsinki            | Challenger      | 50 000 $        | Moquette (int.) | Tim Crichton Jim Thomas             | Aleksandar Kitinov Jack Waite       | 6-3, 6-4           |                 |
| 11 | 11-11-2002 | IPP Open, Helsinki            | Challenger      | 50 000 $        | Dur (int.)      | Mario Ančić Lovro Zovko             | Aleksandar Kitinov Jim Thomas       | 7-66, 4-6, 6-3     |                 |
| 12 | 14-07-2003 | Finnish Open, Helsinki        | Challenger      | 125 000 $       | Terre (int.)    | Emin Ağayev Alex Bogomolov          | Lassi Ketola Timo Nieminen          | 7-611, 4-6, 6-3    |                 |
| 13 | 10-11-2003 | IPP Open, Helsinki            | Challenger      | 50 000 $        | Dur (int.)      | Robert Lindstedt Robin Söderling    | Roko Karanušić Janko Tipsarević     | 6-3, 62-7, 6-1     |                 |
| 14 | 15-11-2004 | IPP Open, Helsinki            | Challenger      | 50 000 $        | Dur (int.)      | Robert Lindstedt Lu Yen-hsun        | Gianluca Bazzica Massimo Dell'Acqua | 6-2, 6-2           |                 |
| 15 | 14-11-2005 | IPP Open, Helsinki            | Challenger      | 42 500 €        | Dur (int.)      | Yves Allegro Michael Kohlmann       | Christopher Kas Philipp Petzschner  | 4-6, 6-1, 6-4      |                 |
| 16 | 13-11-2006 | IPP Open, Helsinki            | Challenger      | 42 500 €        | Dur (int.)      | Jasper Smit Martijn van Haasteren   | Ernests Gulbis Deniss Pavlovs       | 7-66, 6-2          |                 |
| 17 | 12-11-2007 | IPP Open, Helsinki            | Challenger      | 42 500 €        | Dur (int.)      | Mikhail Elgin Alexander Kudryavtsev | Harri Heliövaara Henri Kontinen     | 4-6, 7-5, [13-11]  |                 |
| 18 | 17-11-2008 | IPP Open, Helsinki            | Challenger      | 106 500 €       | Dur (int.)      | Łukasz Kubot Oliver Marach          | Eric Butorac Lovro Zovko            | 62-7, 7-67, [10-6] |                 |
| 19 | 23-11-2009 | IPP Open, Helsinki            | Challenger      | 106 500 €       | Dur (int.)      | Rohan Bopanna Aisam-Ul-Haq Qureshi  | Henri Kontinen Jarkko Nieminen      | 6-2, 7-67          |                 |
| 20 | 22-11-2010 | IPP Open, Helsinki            | Challenger      | 106 500 €       | Dur (int.)      | Dustin Brown Martin Emmrich         | Henri Kontinen Jarkko Nieminen      | 7-617, 0-6, [10-7] |                 |
| 21 | 21-11-2011 | IPP Open, Helsinki            | Challenger      | 106 500 €       | Dur (int.)      | Martin Emmrich Andreas Siljeström   | James Cerretani Michal Mertiňák     | 6-4, 6-4           |                 |
| 22 | 12-11-2012 | IPP Open, Helsinki            | Challenger      | 106 500 €       | Dur (int.)      | Mikhail Elgin Igor Zelenay          | Uladzimir Ignatik Jimmy Wang        | 4-6, 7-60, [10-4]  |                 |
| 23 | 11-11-2013 | IPP Open, Helsinki            | Challenger      | 42 500 €        | Dur (int.)      | Henri Kontinen Jarkko Nieminen      | Dustin Brown Philipp Marx           | 7-5, 5-7, [10-5]   |                 |
| 24 | 10-11-2014 | IPP Open, Helsinki            | Challenger      | 42 500 €        | Dur (int.)      | Henri Kontinen Jarkko Nieminen      | Jonathan Marray Philipp Petzschner  | 7-62, 6-4          |                 |
|    | 2015-2018  | Pas de tournoi                | Pas de tournoi  | Pas de tournoi  | Pas de tournoi  | Pas de tournoi                      | Pas de tournoi                      | Pas de tournoi     | Pas de tournoi  |
| 25 | 11-11-2019 | Tali Open, Helsinki           | Challenger      | 46 600 €        | Dur (int.)      | Frederik Nielsen Tim Pütz           | Tomislav Draganja Pavel Kotov       | 7-62, 6-0          |                 |
|    | 2020       | Édition annulée               | Édition annulée | Édition annulée | Édition annulée | Édition annulée                     | Édition annulée                     | Édition annulée    | Édition annulée |
| 26 | 15-11-2021 | HPP Open, Helsinki            | Challenger      | 44 820 €        | Dur (int.)      | Alexander Erler Lucas Miedler       | Harri Heliövaara Jean-Julien Rojer  | 6-3, 7-62          |                 |